# Pseudoceratoppia clavasetosa
Pseudoceratoppia clavasetosa är en kvalsterart som beskrevs av Hammer 1967. Pseudoceratoppia clavasetosa ingår i släktet Pseudoceratoppia och familjen Ceratoppiidae. Inga underarter finns listade i Catalogue of Life.